# Theo Gries
Theo Gries (Mittelbrunn, 10 febbraio 1961) è un allenatore di calcio ed ex calciatore tedesco, di ruolo centrocampista o attaccante.
Con 123 reti segnate in Zweite Bundesliga si colloca al terzo posto nella classifica di tutti i tempi della manifestazione.

## Palmarès

### Club

#### Competizioni nazionali
- Campionato tedesco di seconda divisione: 1

Hertha Berlino: 1989-1990